# Doortje Van Hoeck
Dorothea Van Hoeck, vrijwel altijd Doortje genoemd, is een personage uit de televisiereeks F.C. De Kampioenen. Doortje werd gespeeld door Ann Tuts en was een van de oorspronkelijke personages.

## Personage
Doortje Van Hoeck was getrouwd met Pico Coppens, met wie ze een zoon Billie heeft. Pico liet haar echter in de steek voor een andere vrouw, Ria De Stekker, waarop ze een relatie begon met Pol De Tremmerie, een leraar biologie. In de slotaflevering van de serie vroeg Pol haar ten huwelijk, waarna ze spontaan flauwviel en uiteindelijk trouwden ze in de eerste film.
Doortje heeft jarenlang als secretaresse bij DDT gewerkt. Hoewel iedereen van De Kampioenen een hekel aan hem had, had zij vaak een goede band met de vijand van de ploeg. Na diens arrestatie werd ze serveerster bij BTW. Toen ook BTW zijn zaak sloot, ging ze opnieuw als secretaresse aan de slag, ditmaal bij Balthazar Boma.
Nadat DDT in de gevangenis moest wegens fraude bleef Doortje met hem corresponderen. Hierna ging DDT verkeerdelijk denken dat zij verliefd op hem was. Toen Dimitri uit de gevangenis ontsnapte was Doortje bang dat hij haar zou ontvoeren.
Doortje hecht veel belang aan gezondheid en gezond eten, wat tot ontevredenheid leidt bij Pol en Billie. Ze kan er ook niet tegen dat Pol dure voetbaltickets koopt van onze spaarrekening. Vooral in de latere reeksen kan ze soms erg opvliegend uit de hoek komen tegen Pol als die iets doet dat haar niet bevalt.
Dankzij haar levenswijze en stijve uiterlijk wordt Doortje door de andere Kampioenen, vooral door Carmen, als truttig gekenmerkt. Bovendien vinden de anderen dat ze geen humor heeft en ze lachen dan ook bijna nooit om haar "grapjes". Doortje doet nochtans verwoede pogingen om grappig te zijn, maar uiteindelijk slaagt ze daar nooit in. Ze vindt haar eigen grapjes echter wel hilarisch en ze barst dan ook steeds in lachen uit. Hoewel Doortje door vele Kampioenen als een "kwezel" wordt beschouwd, kan ze wanneer er alcohol aan te pas komt losbandig uit de hoek komen.
Doortje is geïnteresseerd in zaken zoals yoga en alternatieve therapieën en is zeer bijgelovig. Ze gaat regelmatig naar de kerk en zingt ook in het kerkkoor.
Het lievelingsgerecht van Doortje is paella en in haar jeugd was ze nog tamboer-majoor.

## Familie
- Doortje was van 1990 tot 1993 getrouwd met Pico Coppens.
- Sinds 1992 heeft ze een zoon, Billie.
- In 2013 trouwde ze met Pol De Tremmerie.
- De ouders van Doortje doken in één aflevering ("Pol in de put", reeks 14) op. Zij werden vertolkt door Martin Gyselinck en Lut Tomsin. Doortje heeft familie in Engeland, bij wie ze soms op bezoek gaat.

## Catchphrases
- Die stomme voetbal!
- Zeg merci hè!
- Gij ziet mij niet meer graag hè! (Tegen Pol)
- Gij zijt een échte De Tremmerie (Tegen Pol)
- Gij slaapt vannacht op de sofa (Tegen Pol)
- Den hypocriet! (Over Pol tegen de andere Kampioenen)

## Uiterlijke kenmerken
- Bruin haar tot op schouders en een pony
- Bril, met touwtjes bevestigd rond de hals
- Stijf gekleed
- Blauwe ogen

## Beroep
- Secretaresse DDT oké Cars (seizoen 1 - seizoen 8, film 3)
- Serveerster restaurant Bij Mij (seizoen 9 - seizoen 10)
- Secretaresse Boma (seizoen 11 - seizoen 21, film 1, 2 en 4)

## Trivia
- Het idee om Doortje een bril te laten dragen kwam van actrice Ann Tuts zelf.
- Pas voor reeks 18 werd de bril van Doortje ontspiegeld. Voordien moest ze altijd een beetje naar beneden kijken omdat de bril in de camera weerspiegelde.
- Doortje zingt in het kerkkoor, maar haar zangtalent is wisselend in de afleveringen waarin ze zingt. In de aflevering 'De Moeders' zong ze zeer vals een slaapliedje, maar de aflevering daarna ('Het lied') zong ze juist zeer zuiver.